# 주매신
주매신(朱買臣, ? ~ 기원전 115년)은 전한 중기의 관료로, 자는 옹자(翁子)이며 회계군 오현(吳縣) 사람이다.

## 생애
가난하였지만 책을 좋아하여, 땔나무를 짊어지고 팔러 다니며 책을 읽었다. 아내도 함께 땔나무를 팔았는데, 주매신의 행색을 부끄럽게 여겨 이혼하려 하였다. 주매신은 자신이 쉰 살에 부귀해질 상인데, 지금 마흔이 넘었으니 좀더 기다리라고 하였는데, 아내가 화를 내니 결국 이혼하였다. 주매신은 결국 혼자 살았고, 아내는 다른 남자에게 갔다. 무덤에서 땔나무를 주울 때 아내와 그 남자와 마주쳤고, 아내는 주매신의 궁핍한 모습을 보고는 밥 한 끼를 대접하였다.
훗날 상계리(上計吏)를 수행하는 병졸이 되어 장안에 갔는데, 무제에게 상주문을 올려도 답신을 받지 못하였다. 답신을 기다리는 동안 밥을 굶게 되어, 동료 병졸이 밥을 대접해 주었다. 이 무렵 무제는 삭방 개척을 두고 어사대부 공손홍의 반대에 부딪혔었는데, 주매신은 공손홍과 논박하여 그를 억눌렀고, 무제의 임용을 받았다. 나중에 죄를 지어 파면되고 고향에서 소일하다가 다시 부름을 받았고, 민월의 왕을 물리칠 계책을 바쳐 회계태수에 임명되었다.
회계태수가 된 주매신은 일부러 예전에 입었던 옷을 걸치고, 태수의 인수를 품에 숨기고 걸어서 임지로 갔다. 마침 연회를 즐기던 회계의 아전들은 주매신에게 눈길도 주지 않았고, 주매신 또한 함께 먹고 마셨다. 어떤 사람이 주매신의 품 속의 인끈을 보았고, 확인해 보니 태수의 인수였기 때문에 사람들은 모두 놀랐다. 주매신은 백성들에게 길을 청소하게 하고, 아전들의 마중을 받았다. 전처와 그 남편이 길을 청소하는 것을 보고는 그들을 수레에 태워 관사에 데려가 밥을 대접했는데, 전처는 한 달 남짓 지나 스스로 목숨을 끊고 말았고, 주매신은 남편에게 장례 비용을 주었다. 이외에도 예전에 신세를 진 사람들과 함께 먹고 마시며 은혜를 갚았다.
이후 조서를 받아 병력을 이끌고 횡해장군(橫海將軍) 한열과 함께 동월(東越)을 쳤고, 공을 세워 주작도위가 되었으나 몇 년 후 죄를 지어 파면되고 다시 부름을 받아 승상장사가 되었다. 이때 어사대부였던 장탕은 주매신이 시중이었던 시절에 말단 관리였던 자로, 또 회남왕 유안의 모반을 수사할 때 장조를 죽게 하였기 때문에, 주매신은 그를 원망하였다. 곧 동료 승상장사 왕조·변통(邊通)과 함께 장탕을 고발하여 그를 자살로 내몰았으나, 얼마 후 모의가 발각되어 모두 주살되었다.
아들 주산부는 우부풍을 지냈다.

## 출전
- 사마천, 《사기》
  - 권122 혹리열전
- 반고, 《한서》
  - 권19하 백관공경표 下
  - 권64상 엄주오구주보서엄종왕가전 上

| 전임 조이기 | 전한의 주작도위 기원전 122년 ~ 기원전 120년? | 후임 조이기 |